# Moonwalk One
Pour plus de détails, voir Fiche technique et Distribution.
Moonwalk One est un film documentaire américain réalisé par Theo Kamecke (en), sorti en 1972.
Ce long métrage raconte l'histoire du vol d'Apollo 11, qui a amené les premiers humains sur la lune, au terme d'une épopée scientifique hors du commun. Outre la description de l'extraordinaire aventure humaine et technologique que constitua cette mission spatiale, le film situe l'événement dans son contexte historique, et tente de saisir les sentiments des personnes sur Terre à l'époque où l'homme a, pour la première fois, marché sur une autre planète.

## Fiche technique
- Titre original : Moonwalk One
- Réalisation : Theo Kamecke (en)
- Scénario : Theo Kamecke (en), Peretz Johnnes, E.G.Valens
- Photographie : Urs Furrer, Hideaki Kobayshi
- Montage : Pat Powell, Richard Rice, Theo Kamecke
- Musique : Charlie Morrow
- Production : Francis Thompson Inc., Peretz W. Johnnes
- Pays d'origine :  États-Unis
- Langue : Anglais
- Format : couleur - 1,37:1 - Mono
- Genre : Film documentaire
- Durée : 106 minutes (1 h 46)
- Dates de sortie : 
  - États-Unis : novembre 1972 (New York, Whitney Museum) puis 20 juillet 2009
  - Royaume-Uni : 20 juillet 2009
  - France : 30 juillet 2014[1]

## Distribution
- Neil Armstrong : lui-même
- Buzz Aldrin : lui-même
- Michael Collins : lui-même
- Robert H. Goddard : lui-même
- Richard Nixon : lui-même
- Sharon Sites Adams : elle-même
- Laurence Luckinbill (en) : le narrateur (voix)

## À noter
- La NASA avait accepté de financer le projet Moonwalk one, sous condition d'une durée d'une heure et d'un budget contraint. Le réalisateur Theo Kamecke eut accès aux pellicules de la NASA (16 mm à commande électronique, 35 mm et 70 mm). Ne trouvant pas de distributeur, la NASA tronqua 15 minutes au documentaire pour le rendre plus attractif. Theo Kamecke déclare « Ils ont sacrifié la poésie pour ne laisser que la technique »[2]. Sa durée initiale de 60 minute passe 96 minutes, puis en 2009 atteindra sa durée actuelle de 108 minutes[3].
- Le New York Post de novembre 1972 a déclaré que Moonwalk one mérite de figurer auprès du chef-d'œuvre de Stanley Kubrick : 2001, l'Odyssée de l'espace.

## Diffusion
- Réalisé en 1969 et 1970, le film a eu à l'origine une diffusion confidentielle, puisqu'il n'a été montré au public qu'au Festival de Cannes en mai 1971 où il fut primé[4], ainsi qu'en novembre 1972 lors de projections au Whitney Museum à New York.
- En 2009, à l'occasion du 40e anniversaire de la mission Apollo 11, le film est restauré et bénéficie d'une diffusion aux États-Unis et au Royaume-Uni.
- En 2014, il sort en salles en France pour la première fois le 30 juillet 2014 où il est salué par le quotidien Le Monde comme un « grand film »[5]. Son audience reste modeste, n'enregistrant que 1 550 entrées sur 5 copies la semaine de sa sortie (en comparaison La planète des singes, l'affrontement enregistre 1 402 030 entrées sur 661 copies)[6].
- Le film n'existe en français que sur support DVD, en VO sous-titrée[7]. Néanmoins une version remastérisée HD sous-titrée a été diffusée par Arte le 7/01/2019 à 0h40.